# Penumbra: Black Plague
«Penumbra: Black Plague» — комп'ютерна гра, розроблена шведською компанією Frictional Games в жанрі survival horror та видана в 2008 році Paradox Interactive.
Це друга гра серії ігор Penumbra.

## Геймплей
Як і в першій частині гри, гра Penumbra: Black Plague є survival horror від першої особи. У ній теж потрібно постійно уникати ворогів, бо способи самозахисту майже відсутні, а також, на відміну від першої частини, вже відсутні молоток та кайло, тому влаштувати бій з ворогами вже абсолютно неможливо. Замість цього потрібно використовувати стелс тактики і вирішувати різні головоломки. Як і в першій частині гри, сюжет пояснюється знайденими листами, щоденниками, нотатками. Головний герой також зв'язується з однією дівчиною, котра змогла вижити, та спілкується з нею за допомогою комп'ютера через вебкамеру (але її лице ми не бачимо).

## Сюжет
Сюжет гри починається з закінченням гри Penumbra: Overture, після того як хтось оглушив головного героя на ім'я Філіп. Він опиняється з замкнутій кімнаті, але йому вдається вибратися звідти через вентиляційну шахту і герой опиняється в «Archaic Elevated Caste\The Shelter» («Станція Мануік»), яка захована під льодами Гренландії. Філіп виясняє, що станція належить таємній організації, яка займається дослідженням древніх знань, але весь персонал загинув або перетворився на істот схожих на зомбі. Потім Філіп бачить сильні галюцинації, після них герой був інфікований вірусом, але реакція на вірус відбулася по-іншому і замість перетворення на зомбі герой чує голос в голові. Голос називає себе Кларенсом (в російській версії «Кевін») і є насправді вірусом, який прогресує в організмі Філіпа, постійно знущається з головного героя.
Через комп'ютер Філіп вступає в контакт з Амабель Свансон, вченим дослідником, яка змогла вижити зачинившись в себе в лабораторії. Вона зразу зрозуміла хто є Філіп, а також зрозуміла, що він інфікований. Свансон обіцяє допомогти вилікувати героя, якщо той допоможе їй вибратися з бази. Герой знаходить шлях до бібліотеки, убивши мутанта-хробака, де виявляє труп свого батька і запису про якусь гробницю Туурнгайт. Потім Філіп проникає на базу Мануік і знаходить Амабель Свансон. Але Кевін провокує Філіпа на вбивство Амабель, змушуючи його бачити галюцинацію, в якій Амабель зомбі, і Філіп нічого не залишається крім того, щоб самотужки позбутися від вірусу. Він знаходить потрібні компоненти і робить вакцину, позбавляючись від Кевіна. Кевін вселяється в інше тіло і намагається вбити Філіпа, але його знищує Туурнгайт. Туурнгайт забирає Філіпа на випробовування, змушуючи його шукати філософський зміст і нестандартний підхід. Після випробувань Туурнгайт розповідає про те, як люди потривожили його гробницю і просить його ізолювати це місце від усіх людей. Потім Філіп пише листа з проханням знищити всіх на станції Мануік. Гра закінчується словами, які він набиває в листі: «Kill them. Kill them all.».

### Персонажі
- Філіп Лафреск — головний герой гри, людина тридцяти років, поїхав в Гренландію на пошуки батька. З самого початку гри інфікований вірусом, який знищив весь комплекс, тому постійно страждає слуховими і зоровими галюцинаціями. Проникаючи все глибше в таємниці станцій, він стає тим самим «обраним», здатним довести самому Туурнгайту, що людство має право на існування.

- Кларенс (в російській версії «Кевін») — голос в голові Філіпа. Насправді є вірусом, який постійно прогресує в організмі Філіпа. З плином гри, Кевін може створювати в голові Філіпа галюцинацій, стирати його пам'ять і всіляко шкодити герою. Спочатку скептично ставиться до вилікування головного героя, але з наближенням кінця благає не вбивати його, говорить що можна користуватися тілом по черзі. Коли Філіп виганяє його зі свого організму, Кларенс негайно вселяється в труп мутанта і намагається вбити героя, але його плани руйнуються — Кларенса вбиває Туурнгайт.

- Говард Лафреск — батько головного героя, вчений, який залишив рідний будинок коли Філіп ще не народився. Саме він зумів придумати вакцину проти вірусу, але через катастрофу в лабораторій він так і не використав її. Помер до подій гри. Його труп Філіп знаходить в секретній кімнаті в бібліотеці.

- Амабель Свансон — вчена, що зуміла зв'язатися з головним героєм за допомогою вебкамери (при цьому ми не бачимо її обличчя). Вона відразу здогадалася, ким є головний герой і всіляко намагалася допомогти йому знайти вакцину. Однак, коли головний герой знаходить її, та, перетворившись на мутанта, відразу ж нападає на гравця. Невідомо, чи дійсно вірус змінив її, або ж через галюцинації Кларенса вона стала монстром. Хай там що, Філіпу доводиться вбити її, щоб врятуватися.

- Елойзеф Карпентер — вчений станції, відкрив природу вірусу. Під час тотального зараження мутанти захопили вченого і тримали в полоні, поки жорстоко не вбили. Його аудіозаписи Філіп знаходить в сусідній кімнаті, де його самого тримали під замком.

- Туурнгайт — істота, знайдена вченими при розкопках в льодах Гренландії. Коли люди посміли потурбувати його, Туурнгайт наслав на них чуму, що перетворює людей на мутантів. Коли Філіп добирається до самих розкопок, Туурнгайт негайно зв'язується з героєм і влаштовує йому випробування, які доводять, що людство має право на існування. Після всіх випробувань, істота просить Філіпа ізолювати це місце від інших людей.

## Вороги
У другій частині лише два види ворогів, але зустрічаються вони частіше.
- Мутант — колишній співробітник станції інфікований вірусом Туурнгайт. Схожий на зомбі без одягу, лисий, з великими очима, без носа. Видає себе хрипами. На відміну від першої частини, їх не можна вбити, але можна втекти. Зазвичай має при собі ліхтарик і озброєний ломом чи ще чимось.

- Хробак — такий же як і в першій частині, з'являється двічі. Перший раз в галюцинації, другий — у житловому комплексі, при цьому тільки в другому випадку гравцеві надається можливість його знищити.

Собаки і павуки теж з'являються, але тільки у вигляді трупів і видінь.